# مقاطعة ويلكوكس (جورجيا)
مقاطعة ويلكوكس (بالإنجليزية: Wilcox County)‏ هي إحدى المقاطعات في ولاية جورجيا في الولايات المتحدة الأمريكية.